# Hamar Stift
Hamar Stift er et stift som omfatter fylkerne Hedmark og Oppland. Solveig Fiske er biskop fra 1. november 2006. Bispedømmet omfatter 65 prestegjeld med 164 sogne.

## Historie
Hamar bispedømme blev oprindeligt oprettet i 1153, og omfattede da de samme geografiske områder som i dag. Senere er Ringerike dog faldet fra, mens Valdres, Hallingdal, Solør og de øvrige bygder i Østerdalen. Ved reformationen i 1536 blev ærkebiskoppen og biskopperne fjernet, og stiftet blev lagt ind under Oslo Stift. Samtidig blev kongen den øverste leder af kirken i Norge.
I 1864 blev Hamar Stift dog på ny skilt ud som separat bispedømme. Vang Kirke var bispesæde de første to år, derpå Hamar Kirke, indtil Hamar Domkirke stod færdig.

## Bisperækken

### Før reformationen
- Arnald, 1152-?
- Orm, ?-?
- Ragnar, ?-1188/89
- Tord, 1189/90-96
- Ivar Skjalg, 1196/97-1221
- Hallvard, 1221-31
- Pål, 1232-51
- Peter, O.P., 1253-60
- Gilbert, 1260/63-76
- Torfinn, 1278-85
- Jørund, 1286-87
- Torstein, 1288-1304
- Ingjard, 1305-15
- Bottolf, 1315-20
- Halvard, 1320-49
- Olaf, 1349-50
- Håvard, 1351-63
- Magnus Slangestorp, O.P., 1364-80
- Olaf, 1381
- Sigurd, 1383-1418/19
- Annbjørn Sunnulvson, 1420-30
- Peder Boson, 1433-40
- Gunnar Thorgardsson, 1442-71
- Karl Sigurdsson Skaktavl, 1476-87
- Herman Trulsson, 1488-1503
- Karl Jensson Skonk, 1504-12
- Mons Lauritsen, 1513-37

### Efter nyoprettelsen
- Halvor Folkestad, 1864–87
- Arnoldus Hille, 1887–06
- Christen Brun, 1906–17
- Otto Jensen, 1917–18
- Gustav Johan Fredrik Dietrichson, 1918–22
- Mikkel Bjønness-Jacobsen, 1922–34
- Henrik Hille, 1934–47
- Kristian Schjelderup, 1947–64
- Alexander Johnson, 1964–74
- Georg Hille, 1974–93
- Rosemarie Köhn, 1993–2006
- Solveig Fiske, 2006–